# Мартини, Катлин
Катлин Мартини (нем. Cathleen Martini; 27 мая 1982, Цвиккау, Саксония, ГДР) — немецкая бобслеистка, двукратная чемпионка мировых первенств, четырёхкратная чемпионка Европы.

## Карьера
В 1992—2000 годах Мартини занималась санным спортом, с 2000 года в бобслее. В 2003 году она в паре Ивонн Чернотой выиграла свою первую медаль, показав третье время на чемпионате мира в Винтерберге. Через год она стала чемпионкой Европы в паре с Сандрой Гермайн, а в 2005 году это звание она отстояла. Также в сезоне 2004/05 Мартини стала второй по итогам Кубка мира.
В 2007—2008 годах Катлин выиграл по два «серебра» с чемпионатов мира и Европы. В сезоне 2008/09 Мартини вновь стала второй в общем зачёте Кубка мира, а также выиграла бронзовую медаль на мировом первенстве в Лейк-Плэсиде и серебряную на континентальном в Санкт-Морице.
В сезоне 2009/10 Мартини в паре с Роми Логш лишь дважды не смогла одержать победу на этапах Кубка мира, уступая только американке Сандре Робок. Из-за того, что Мартини и Логш не стартовали на альтенбергском этапе, в общем зачёте они заняли только третье место. В ранге чемпионок Европы 2010 года Роми и Катлин отправились на ванкуверские Олимпийские игры, где их двойка была дисквалифицирована после первой попытки.
В 2014 году Мартини побывала на Олимпийских играх в Сочи, где финишировала седьмой в программе женских двухместных экипажей.